# Feminism liberal contemporan
Feminismul liberal contemporan se axează în speță pe drepturile omului, insistând asupra încorporării experienței femeilor. El produce politici și condiții pentru a egaliza șansele lor în competiție, pledează pentru reconstrucția sex-urilor, pentru o educația androgină, pentru eliminarea sexismului din educație și din practicile instituțiilor publice, pentru reformarea familiei în valorile parteneriatului domestic. Militând pentru eliminarea patriarhatului în sfera publică și privată, feminismul liberal extinde drepturile omului, accentuând pe integritate, reciprocitate și autoafirmare, inclusiv cu sprijinul politicilor axate pe democrația paritară și pe parteneriatul privat. În contrast cu această abordare, liberalii români actuali par să preia grosso-modo ideea mâinii invizibile, suficiența egalității formale în fața legilor.

## Feminism liberal
Pentru a configura feminismul liberal contemporan, în primă fază se prezintă elementele feminismului liberal și criticile aduse. Astfel se disting următorii piloni ai feminismului liberal: 
Individul este liber și rațional
- Critica feministă = Neutralitatea de gen a individului liberal nu reprezintă altceva decât o formă de masculinitate, altfel spus o formă prin care experiențele bărbătești sunt extinse la ambele sexe. În cazul sarcinii, nașterii sau în cazul hrănirii naturale a copiilor, nu sunt neutre față de gen și nu pot fi încadrate conceptual în ”concediu de boală”. Acestea nu pot din încadrate ca o formă de dizabilitate. Liberalismul pretinde neutralitate la munca productivă, nu și cea reproductivă. (Miroiu, Mihaela. p.112)

Autoritatea politică se bazează pe consimțământul de a fi guvernat.
- Critica feministă = Acest pilon se bazează pe conceptul precum că autoritatea politică se naște în urma unui contract între guvernanți și guvernați (Locke, Hobbes, Rawls). În cazul dat apare o problemă la nivelul participanților în cadrul contractului social, care se dovedește a fi unul de egoist, la care participă doar bărbații. Deși este revigorat conceptul în The Theory of Justice, acestă continuă să rămână problematică în zona dreptății de gen în viața privată.

Statul de drept
- Critică = În cadrul statului viziunile individuale se pierd sub statutul familiar, familia însă rămâne a fi departe de a fi o școală a dreptății.

Drepturile omului sunt universale
- Critică = Drepturile și libertățile au un rol limitat în asigurarea libertății de afirmare a femeilor. Iar aceste nu rezolvă diferențele culturale și de roluri între cele două sexe. Mai mult decât atât drepturile omului tind a se pierde la ușa casei. (Miroiu, Mihaela. p.114)

Credința în egalitatea dintre oameni
- Critică = Egalitatea nu corectează și nu rezolvă problemele de ordin cotidian, această nu oferă egalitate în venituri sau accesul la putere și resurse. Mai mult decât atât invocă meritocrația, care de facto nu reprezintă un principiu liberal care poate fi aplicat și celor implicați în activitățile de hrănire !

Neoliberalism
Isaiah Berlin
Two Concepts of Liberty, 1958
Libertatea negativă: absența constrângerilor
Libertatea pozitivă: capacitatea de autoguvernare, de exersare a autonomiei, de autorealizare (asupra ei se fac cele mai multe abuzuri), ajunge în mânile totalitarismelor și colectivismelor care văd autodeterminarea la nivel de stat sau clasă
Pluralismul obiectiv: valorile sunt de multe ori în conflict și coliziune: necesitatea de a alege între cerințe valorice absolute este inevitabilă și definitorie pentru condiția umană.
J. Rawls
O teorie a dreptății (1971)
Alternativă etică la utilitarism;
O apărarea a liberalismului în sens ameican, a social-democrației în sens european;
O variantă de neo-contractualism (contractualism cu influențe kantiene);
Îl interesează principiile dreptății, nu justificarea autorității;
Poziția originară și vălul de ignoranță !

## Autori

### Betty Friedan: The Feminine Mystique (1963)
„Mistica feminină” este ideologia conservatoare dominantă a  democrațiilor anilor ’70: femeile își găsesc împlinirea în rolurile tradiționale de mamă și soție pe care le aleg liber în raport cu cariera și viața publică.
„o femeie împlinită este o femeie terminată”, privată de o viață cu sens personal, ele trăind viața soțului și copiilor, dar nu și pe a lor și sunt adesea în criză existențială care duce la alcoolism și depresii. 
Este o mare greșeală să alegi între carieră și căsătorie, fiecare dintre acestea nefiind decât o parte a vieții unei persoane, nu întreaga viață. 
Soluția: au nevoie de educație și de muncă în afara casei. 
- Critici:

Combinația carieră-familie are nevoie de o super-femeie. 
Toată educația ar trebui reformată încât bărbații să devină parteneri în viața privată, familia trebuie să devină o responsabilitate comună.
Tatal trebuie să sprijine creșterea copiilor. Bărbații nu pot rămâne doar „câștigători ai pâinii”). 
The Feminine Mystique, orientează femeile să devină asemănătoare bărbaților. 
În The Second Stage (A doua etapă) scrisă după aproape un sfert de veac ea recunoaște faptul că egalitatea visată nu este cu putință decât dacă cele două sexe sunt educate androgin. 

### Carole Pateman: The Sexual Contract (Contractul dintre sexe), 1988
Vechea ordine de status, se modifică doar la nivelul societății civile, nu în familie - Căsătoria.Părțile contractante nu au fost egale, așa cum pretinde modelul clasic al contractualismului. Căsătoria s-a făcut și se face prin consimțământul ambilor soți. Căsătoria este necesară și primă în raport cu contractul social. Contractul social se face între „capi de familie”. Femeile intră în mod liber în contractul dintre sexe. Prin acest contract, ele au consimțit să se plaseze în poziție subordonată față de soț și să renunțe la a fi parte a contractului social. 

### Susan Moller Okin Justice, Gender and Family (1989)
- Dreptatea este un concept central al teoriei politice cu referire la sfera publică. Dar prima școală de socializare pentru dreptate este reprezentată de familie. Adesea familia este locul abuzurilor și discriminărilor de gen. A rezuma problema dreptății la sfera publică conduce la un risc major în privința exercitării drepturilor.

Principiile dreptății trebuie extinse atât în sfera privată a familiei prin asigurarea drepturilor individuale și la acest nivel (protecția față de abuzuri), cât și în sfera publică, prin asigurarea egalității de șanse.
Is Multiculturalism Bad for Women?
Multiculturalismul înseamnă sistematic a împiedica statul să intervină în violențele specifice împotriva femeilor în numele drepturilor colective ale minorităților și a respectării specificului cultural.

## Critici feministe
Comunitarismul
Jean Betke Elshtain (1981). Trei eșecuri majore ale feminismului liberal (în Public Man, Private Woman (Bărbatul public, femeia privată) 1981: 
Ideea că femeile pot să fie ca bărbații dacă își formează mintea în acest sens. Feministele liberale au evitat problema controversei biologic-cultural și relevanța diferențelor, de teamă că acestea sunt opresive pentru femei și astfel au crezut excesiv că suntem produsul strict al mediului și socializării. Natura nu poate fi total depășită.
Ideea că cele mai multe femei vor să fie ca bărbații. Există destule femei care preferă să aibă roluri tradiționale, ca alegere personală, nu neapărat din cauza îndoctrinării patriarhale. Anii investiți în rolul de soție și mamă nu au valoare pentru identitatea personală. 
Ideea că femeile ar trebui să fie ca bărbații și să aspire la valori masculine, să se arate mai puțin emoționale, mai competitive, mai individualiste: conduce la pierderea marii lor abilități de a crea și menține comunități. 
Feminismul socialist
Alison Jaggar (1983). Feminist Politics and Human Nature (Politica feministă și natura umană): 
liberalii, inclusiv cei feminiști: „dualism normativ”. 
Tratează activitățile mentale ca exclusiv umane și net superioare celor legate de trup, pe acestea din urmă socotindu-le animalice.
Astfel s-a născut și diviziunea sexuală a muncii, bărbații distanțându-se de trupesc pe care l-au lăsat, ca activitate, femeilor. Ei și-au cultivat mai ales activitatea minții. Femeile trăiesc preponderent într-un nod de relații pe care le perpetuează și dezvoltă, se definesc în termeni relaționali (ca soții, mame, fiice, surori).Copilul nenăscut nu este izolat, ci se dezvoltă în altă persoană, apoi după ce se naște este complet neajutorat și nicidecum independent. Fără îngrijire nu poate supraviețui. Viața oamenilor este mai degrabă un șir de interdependențe. Indivizii nu sunt abstracți, ci foarte concreți. Suntem creații ale propriilor noastre comunități. (Mihaela, Miroiu. p. 117)

## Feminismul liberal contemporan românesc
Acesta s-a dezvoltat după 1989, plecând de la un coktail diferit de conservatorisme: stânga colectivistă și dreapta intelectuală. A fost legat fundamental de mișcările de democratizare, drepturile omului și drepturile minorităților Nu s-a putut raporta la nedreptățile liberalismului de tip vestic, ci la cele ale conservatorismului de stânga. A insistat asupra individualimului și autonomiei  personale în contrapartidă  față de colectivism și patriarhat S-a sprijinit intelectual pe MSG din SNSPA, Grupul de studii de Gen UBB și organizațiile AnA și Filia, precum și pe programele UNDP
S-a putut alia foarte rar cu PNL, uneori cu PSD, alteori cu PDL. A avut un rol în sprijinirea legilor pentru combaterea discriminării și egalității de șanse (inclusiv ca principiu constituțional